# Bianium plicitum
Bianium plicitum är en plattmaskart. Bianium plicitum ingår i släktet Bianium och familjen Lepocreadiidae. Inga underarter finns listade i Catalogue of Life.